# Anders Lundström (artist)
Anders "MAV" Lundström, född 11 oktober 1977 i Stöde, är en svensk artist, låtskrivare och producent.
Under åren 2001–2006 jobbade Anders Lundström tillsammans med Patrik Frisk som producent i Sidelake Studios i Sundsvall. Parallellt turnerade han både med Superswede och Lutricia McNeal.
2006 deltog Anders i Melodifestivalen och turnerade runtom i Europa och övriga världen.
2012 deltog han återigen i Melodifestivalen, då tillsammans med Thomas Di Leva.
I januari 2013 släppte han en countryskiva (Stay True) under artistnamnet "MAV".

## Artist och bandmedlem
- A.L. Sweet 1999
- Superswede (Garbo) - Sångare 2003-2005
- Rednex 2006-2009
- Anders "MAV" Lundström (Soloprojekt) 2012 -

## Turné
- Lutricia McNeal 2002-2005
- Superswede 2003-2005
- Rednex 2006-2009
- Thomas Di Leva Konserthusturné 2011
- Thomas Di Leva Festivalturné 2012

## Remixer
(Tillsammans med Emil Hellman/Soundfactory)
- Afrodite 	        - Never let it go 2002
- Peter Jöback 	        - Stockholm i natt 2007
- The Ark 	        - Prayer for the weekend 2007
- Disco Ormene	        - Disco Inferno 2008 (Soundfactory & Mavelicious)
- Daniel Mitsogiannis 	- Pame 2008
- BWO 		        - Lay your love on me 2008
- BWO		        - Barcelona 2008
- BWO		        - Bells of freedom 2008
- Ani Lorak		- Shady Lady 2008
- Sanna Nielsen	        - Empty Room 2008
- BWO		        - You're not alone 2009

## Producent eller medproducent
- Carola 		        - My Show 2001
- Lutricia McNeal	        - Metroplex 2002
- Da Möb		        - Hårdast av dom hårda 2003
- Lutricia McNeal	        - Soul Sister Ambassador-European Edition 2004
- Monica Starck	        - Desert Flower 2004
- Uno Svenningsson	- Andas genom mig (singel) 2004
- Lutricia McNeal	        - Rise (Japansk Version av Soulsister Ambassador) 2005
- Uno Svenningsson	- Så underbart (Sånger för December) 2006
- Rednex		        - Thank god I'm a countryboy 2008
- One Voice		- Gospel Classics 2008
- Chill del Sol		- Under the palms, Warm nights 2009
- Maverick - Pretending (singel) 2009
- Peter Gustafsson	- En annan man 2010
- Thomas Di Leva	        - Love Star 2010
- Psychosomatic Cowboys 	- Intoxication 2010
- Date 		        - Här och nu 2010
- Thomas Di Leva 	        - Sträck ut din hand (singel) 2010
- Thomas Di Leva 	        - Välkommen hem (singel) 2011
- Thomas Di Leva 	        - Hjärtat vinner alltid 2011
- Adam Story		- Forward Rewind (EP) 2011
- Thomas Di Leva 	        - Julens Stjärna (singel) 2011
- Vinni 	                - Sommerfuggel i vinterland (Hver gang vi møtes, Norge) 2011
- Susanne Fellbrink         - Jag kommer hem igen (singel) 2012
- Thomas Di Leva 	        - Ge Aldrig Upp (Melodifestivalen) 2012
- Susanne Fellbrink        - Vilken känsla 2012
- MAV		        - I like the loneliness 2012
- Psychosomatic Cowboys	- 90 Proof 2012
- Adam Story		- The River (Singel) 2012
- MAV		        - Breathe (Singel) 2012
- Susanne Fellbrink		- Ensam (Singel) 2013
- MAV		        - Stay True (Album) 2013
- Mindful feat. Uri Geller		- Bend & Melt 2013
- Cue		- Back to see this place 2013
- Panetoz		- Vissla med mig 2013
- Uno Svenningsson		        - Semester (Varm sommarversion) 2013
- Uno Svenningsson		        - 7 (Album) 2013
- Psychosomatic Cowboys		        - Rock n' Roll Soul (Album) 2014
- Thomas Di Leva 	        - Ord och inga visor 2015

## Låtskrivare
- Da möb		- Hårdast av dom hårda 2003
- Lutricia McNeal     - All that matters, Rise, Shake your whatozee, Soulsister Ambassador 2004
- Superswede		- Automatic Children 2005
- Uno Svenningsson	- Så underbart 2006
- One Voice		- Long long way to christmas day 2008
- Chill del Sol		- Under the palms, Warm Nights 2009
- Psychosomatic Cowboys	- In and out of pain, White Collar Greed 2010
- Date		        - Då kommer känslorna 2010
- The Moniker		- Oh my god (Arrangör) 2011
- Louis Sebastian		- Take me higher 2011
- Thomas Di Leva		- Julens Stjärna 2011
- Louis Sebastian		- Rewarded 2011
- MAV		        - I like the loneliness 2012
- Louis Sebastian		- Just A Word Away 2012
- Mindful feat. Uri Geller		- Bend & Melt 2013
- Panetoz		- Vissla med mig 2013
- Thomas Di Leva 	        - Ord och inga visor 2015